# Волинска област
Волинска област (укр. Волинська область), позната и као Волињ (укр. Волинь), је област на северозападу Украјине. Административни центар области је град Луцк. Ковељ је најзападнији град у области, и задња станица у Украјини на железничкој траси између Кијева и Варшаве.

## Историја
Волиња је била део Кијевске Русије, док није постала независна област и део Краљевства Галиције и Волиње. У XV веку је постала део Велике кнежевина Литваније, а 1569. улази у састав Пољске. Била је део Пољске све до 1795, када је постала део Руске Имеприје, чији је део остао све до Првог светског рата. У том периоду се ова област звала Волинска губернија. Између два рата (1921—1939), Волинска област је била део Пољске и звала се Вољинско војводство.
После потписивања Споразума Рибентроп-Молотов између Совјетског Савеза и Нацистичке Немачке, Пољска је подељена између те две државе. Волиња је припала Совјетском Савезу, и област је образована 4. децембра 1939. године.
Већина Украјинаца је била задовољна што су се вратили матичној држави, али Пољаци су доживели сурову судбину. Хиљаде Пољака, највише пензионисаних официра, је депортовано у Сибир и друге области у Совјетском Савезу. Већина прогнаних је умрла због изузетно тешких услова живота у совјетским радним логорима.
После завршетка Другог светског рата граница између Пољске и Совјетског Савеза била је одређена Курзонском линијом. Волиња и околне области су припале територији Украјинске Совјетске Социјалистичке Републике. Већи део Пољака који је остао у овој област се вратио у делове који су враћени Пољској, док су се Украјинци из Пољске углавном преселили на територије припојене Совјетској Украјини.

## Привреда
Ова област је доживела период убрзане индустријализације, укључујући и изградњу Луцког аутомобилског завода. Поред тога остала је једна од најруралнијих области у Совјетском Савезу. Тренутно је једна од најсиромашнијих области у Украјини, највише због недостатка инвестиција и улагања у инфраструктуру. Неки делови Волинске области су контаминирани након Чернобиљске катастрофе.

## Становништво
| Националност | 1989. | 2001. | Матерњи језик    | 1989. | 2001. |
| Украјинци    | 94,6% | 96,9% | Украјински језик | 94,5% | 97,3% |
| Руси         | 4,4%  | 2,4%  | Руски језик      | 5,1%  | 2,5%  |
| Белоруси     | 0,5%  | 0,3%  | остали језици    | 0,4%  | 0,2%  |
| Пољаци       | 0,1%  | 0,1%  |                  |       |       |